# 246 Аспоріна
246 Аспоріна (246 Asporina) — астероїд головного поясу, відкритий 6 березня 1885 року Альфонсом Борреллі у Марселі.